# Sergei Kuksin
Sergei Borisovich Kuksin (em russo:  Сергей Борисович Куксин, 2 de março de 1955) é um matemático russo, especialista em equações diferenciais parciais.
Kuksin obteve um doutorado sob orientação de Mark Vishik na Universidade Estatal de Moscou em 1981.
Foi palestranteconvidado do Congresso Internacional de Matemáticos em Berlim (1998).

## Publicações selecionadas

### Artigos
- Hamiltonian perturbations of infinite-dimensional linear systems with an imaginary spectrum, Functional Analysis and Applications, Vol. 21, 1987, pp. 192–205 doi:10.1007/BF02577134
- com Jürgen Pöschel: Invariant Cantor manifolds of quasi-periodic oscillations for a nonlinear Schrödinger equation, Annals of Mathematics, Vol. 143, 1996, pp. 149–179 doi:10.2307/2118656
- A KAM-theorem for equations of the Korteweg-de Vries type, Rev. Math. Phys., Vol. 10, 1998, pp. 1–64
- com Armen Shirikyan: Stochastic Dissipative PDE's and Gibbs measures, Communications in Mathematical Physics, Vol. 213, 2000, pp. 291–330 doi:10.1007/s002200000237
- com A. Shirikyan: A Coupling Approach to Randomly Forced Nonlinear PDEs. I, Communications in Mathematical Physics, Vol. 221, 2001, pp. 351–366 doi:10.1007/s002200100479
- com A. Shirikyan: Ergodicity for the randomly forced 2D Navier-Stokes equations, Mathematical Physics, Analysis and Geometry, Vol. 4, 2001, pp. 147–195 doi:10.1023/A:1011989910997
- com Håkan Eliasson: KAM for the nonlinear Schrödinger equation, Annals of Mathematics, Vol. 188, 2010, pp. 371–435 JSTOR 20752272

### Livros
- Nearly Integrable Infinite-Dimensional Hamiltonian Systems, Lecture Notes in Mathematics 1556, Springer 1993
- Analysis of Hamiltonian PDEs, Clarendon Press, Oxford 2000
- com A. Shirkyan: Mathematics of two-dimensional turbulence, Cambridge University Press 2012[3]